# Khoujoor
Khoujoor ou "khajoor", do nome dumas famosas tâmaras afegãs, estes bolinhos são preparados principalmente para festas, mas são igualmente uma popular sobremesa. São preparados caramelizando açúcar em óleo (ou "ghee", óleo de manteiga), que se mistura com farinha de trigo, levedura e água ou leite suficiente para fazer uma massa que se possa tender. Fazem-se bolinhas que se pressionam numa pequena forma ovalada, para fazer uma forma côncava que, juntando e selando duas ficam com o aspeto duma semente de tâmara. Estes bolinhos são fritos em óleo e escorridos sobre uma rede. 